# Juanma Lillo
Juan Manuel Lillo Díez (Tolosa, Guipúzcoa, 3 de noviembre de 1965), conocido como Juanma Lillo, es un entrenador de fútbol español.
Consiguió ascender a la UD Salamanca en dos temporadas consecutivas desde 2.ªB hasta la Primera División española y haber debutado en esta categoría con 29 años como el entrenador más joven de la historia de la misma.

## Carrera como entrenador
Cuando solo tenía 17 años empezó a entrenar a equipos de fútbol base de su pueblo natal. Primero, al juvenil del Amaroz KE, un equipo de barrio, del que pasó al juvenil del Tolosa CF, al que ascendió a categoría nacional. La temporada 1986/87, con apenas 20 años, dio el salto al banquillo del primer equipo del Tolosa CF, que pasaba apuros en Tercera División, y consiguió salvarlo del descenso. Luego regresó al juvenil, con el que fue subcampeón de liga.
De 1988 a 1991 dirigió al Club Deportivo Mirandés, con un paréntesis la temporada 1989-1990, en la que realizó el servicio militar y obtuvo el carnet de entrenador de categoría nacional. En su primer año como técnico mirandesista logró el título de liga de Tercera División y el ascenso a Segunda B. En su segunda etapa, sin embargo, fue cesado por sus desencuentros con la directiva.
Pasó a entrenar a la Cultural Leonesa en la Segunda División B la temporada 1991/92. En León ya utilizaba la formación 4-2-3-1, de la que  es considerado inventor y firme mentor.
"Mis influencias han sido Cruyff y Lillo", sostuvo Pep Guardiola. El mismo Pep desechó una oferta del Manchester City para mudarse a jugar al fútbol mexicano (Dorados) y poder ser dirigido por Juan Manuel Lillo.

### La etapa de la U. D. Salamanca
Juanma Lillo cimentó su prestigio como entrenador principalmente por su etapa al frente de la Unión Deportiva Salamanca. El Salamanca, un equipo que había estado 9 temporadas en Primera División entre 1974 y 1984, se encontraba en aquel entonces en el pozo de la Segunda División B. La temporada anterior el equipo había fallado en el "play-off" de ascenso a Segunda División. El presidente y propietario del club, Juan José Hidalgo, apostó en el verano de 1992 por el joven y poco conocido técnico vasco, que solo contaba con 26 años de edad, para que se hiciera cargo del equipo. La labor de Lillo en la Leonesa la temporada anterior fue determinante en el fichaje. De la mano de Lillo, el Salamanca se mostró muy sólido esa temporada; acabó la temporada en 2.ª posición, pero falló en el "play-off" del ascenso, siendo este para el Hércules CF. Aunque se había fallado en el objetivo final, dado que había realizado una buena temporada, el club depositó de nuevo la confianza en Lillo de cara a la temporada 1993-94, ya que el presidente tenía un proyecto de ascenso a más largo plazo.
La segunda temporada, manteniendo como base el equipo de la campaña anterior, el Salamanca volvió a solventar con relativa facilidad la fase regular y fue campeona de su grupo. El equipo base estaba formado por Olabe, Sito, Rodolfo, Torrecilla, Josema, Medina, Sukunza, Carlos, Barbará, Vellisca y Quico. En el "play-off", al tercer intento consecutivo, el equipo charro obtuvo el premio del ascenso tras imponerse al Levante UD, UD Las Palmas y Barakaldo CF en la liguilla final. Esa temporada comenzó a sonar el nombre de Lillo como posible técnico del Real Valladolid y a comentarse el excelente juego que realizaba aquel equipo.
La temporada 1994-95 fue posiblemente la más brillante de la carrera de Lillo. Con pocos refuerzos esa temporada y manteniendo la base del equipo anterior (cabe destacar la llegada del decisivo Ismael Urzaiz a aquel equipo), Lillo consiguió que su UD Salamanca se convierta en uno de los equipos revelación de la Segunda División y se colase finalmente en la promoción de ascenso al lograr la 4.ª plaza. Su eliminatoria de promoción con el Albacete Balompié tuvo tintes épicos, ya que el Salamanca remontó al Albacete Balompié un 0-2 obtenido en el partido de ida, forzando la prórroga y goleando en esta a los albaceteños a domicilio por 0-5.
La temporada 1995-96 es la del debut de Lillo en la Primera División española. Los dos ascensos consecutivos no habían pasado desapercibidos y Lillo se había convertido en uno de los técnicos de moda del fútbol español. En septiembre de 1995, con 29 años de edad, se convierte en el entrenador más joven en debutar en la Primera División española. Sin embargo, esa temporada se truncó su racha de buenos resultados. Aunque el juego del equipo no es del todo malo, le cuesta mucho puntuar y desde el comienzo de temporada ocupa las últimas plazas. Tras rumores de destitución a lo largo de la temporada, a finales de febrero de 1996, tras perder en casa con el Rayo Vallecano, uno de sus rivales directos, finalmente Lillo fue destituido. Había entrenado al equipo durante 28 jornadas, quedaba todavía un tercio de Liga, y su equipo ocupaba la penúltima plaza a 4 puntos de la salvación. En el momento de su cese, Lillo contaba todavía con el apoyo de la inmensa mayoría de la afición salmantina, así como con el apoyo explícito de sus jugadores, que criticaron su destitución con una nota pública. Tras la marcha de Lillo, el equipo fue a peor y acabó en último lugar y descendido matemáticamente jornadas antes de acabar la Liga.

### Paso por varios equipos de la Primera División
Con el buen prestigio obtenido a su paso por Salamanca todavía intacto, Lillo fue contratado en el verano de 1996 por el Real Oviedo, equipo de la Primera División española que venía de realizar una campaña mediocre (13.º) el año anterior. Sin embargo, la temporada del Oviedo bajo la batuta de Lillo fue aún peor y la directiva le cesó en abril de 1997, cuando solo quedaban ocho jornadas para el final de la liga. Había obtenido 10 victorias, 8 empates y 16 derrotas y el equipo se encontraba en el puesto 17.º a 3 puntos de la promoción. Su sustituto, José Antonio Novo, mantuvo números similares y el equipo logró la salvación.
La temporada 1997-98 no comenzó entrenando a nadie, pero en febrero de 1998 se incorporó al CD Tenerife para enderezar el rumbo del equipo canario, por el que ya habían pasado tres entrenadores y que se encontraba en puestos de promoción. En Tenerife, Lillo realizó el cometido para el que había sido contratado, ya que logró librar al Tenerife del descenso y de la promoción en las últimas 13 jornadas que entrenó al club. Debido a ello la directiva le mantuvo la confianza y siguió la temporada 1998-99 al frente del equipo chicharrero. Sin embargo no llegó a comerse el turrón: Fue destituido tras el último partido antes del parón navideño, en la jornada 15, y el equipo se encontraba en puestos de descenso. El Tenerife acabó descendiendo aquella temporada. 
Tras una temporada y media sin entrenar, en el verano de 2000 recibe la llamada del Real Zaragoza. El equipo aragonés se había clasificado para la Copa de la UEFA la temporada anterior, pero su entrenador, Txetxu Rojo, se había marchado al Athletic Club. El objetivo de Lillo al frente del club era repetir la clasificación europea y avanzar lo máximo posible en la UEFA. Sin embargo el Zaragoza fue eliminado a las primeras de cambio en la UEFA ante el Wisla Cracovia y el crédito de Lillo en la Liga se agotó para la jornada cuarta, cuando el equipo había empatado dos partidos y perdido otros dos, lo que derivó en su despido. El brevísimo paso de Lillo de apenas tres meses por Zaragoza le supuso una importante pérdida de prestigio y le dejó cierta mella. Desde entonces y hasta la temporada 2009-2010 no volvió a entrenar en la Primera División.
Hasta 2003 estuvo alejado de los banquillos. Durante ese periodo cabe citar que ejerció como comentarista televisivo de Antena 3 durante la Copa Mundial de Fútbol de 2002.
En las elecciones a la Presidencia del FC Barcelona celebradas en junio de 2003, la candidatura de Lluís Bassat, que era la favorita, presentaba a Josep Guardiola como director deportivo; y este afirmó públicamente que Lillo sería el entrenador del Barça, pero finalmente salió elegido Joan Laporta, por lo que Lillo perdió su oportunidad de entrenar a uno de los equipos grandes de Europa.

### Etapa en la Segunda División
Tras fracasar la candidatura de Bassat, en el verano de 2003 aceptó la oferta para dirigir al CF Ciudad de Murcia, que iba a debutar en la Segunda División esa temporada. El objetivo del club era la permanencia y afianzarse de ese modo en la categoría de plata. Los resultados del Ciudad de Murcia no fueron todo lo buenos que se esperaba al comienzo de la Liga a pesar de que el equipo desarrollaba un buen juego. En enero de 2004, a mitad de temporada y con el equipo en 14.º puesto, fue cesado por desavenencias con la junta directiva. El club logró mantenerse en la categoría de plata esa temporada.
En la temporada siguiente, la 2004-05, fue elegido por otro modesto equipo de Segunda División que buscaba la permanencia, el Terrassa FC. En abril de 2005, presentó su dimisión con el equipo catalán al borde del descenso. Finalmente, el Terrassa acabaría bajando a Segunda División B.

### Dorados de Sinaloa
En septiembre de 2005, con la temporada iniciada, Lillo se hizo cargo de un modesto conjunto mexicano, Dorados de Sinaloa, que luchaba en el Torneo de Clausura 2006 por no descender de la máxima categoría. Lillo heredó un equipo que había sumado cuatro puntos en las seis primeras jornadas. Lillo mejoró los registros del Dorados y trajo a Josep Guardiola, consiguiendo que su equipo culminara en el octavo puesto al final del torneo, pero por cuestión del porcentual que marca los descensos y que se arrastra de temporadas anteriores, el equipo culichi acabó descendiendo a la Primera "A" en la última jornada del Clausura 2006. El paso de Lillo por México no estuvo exento de polémica, ya que insinuó falta de limpieza en la competición mexicana por las sorprendentes victorias de su rival en la lucha por el descenso San Luis Fútbol Club, ante equipos mucho más potentes que pertenecía también a Televisa, propietaria del San Luis. Estas declaraciones causaron que Lillo fuera duramente criticado en México.

### Real Sociedad
Tras su paso por México, Lillo permaneció más de dos años sin entrenar, hasta que el 2 de abril de 2008 fue nombrado entrenador de la Real Sociedad de Fútbol de San Sebastián, equipo que se encontraba inmerso en la lucha por el ascenso a la Primera División española. Cuando se hizo cargo del equipo la Real ocupaba el 4.º puesto, a solo uno del ascenso; Lillo se encargó de dirigirlo en las últimas 11 jornadas de Liga. El equipo no obtuvo malos resultados (solo perdió un partido) y llegó a la última jornada con opciones de ascenso, pero no logró finalmente el objetivo.
El club ofreció la renovación a Lillo y el entrenador tolosarra se hizo cargo del equipo vasco de cara a la temporada 2008/09, con el mismo objetivo de obtener el ascenso a Primera División, a pesar de la situación económica crítica que atravesaba la entidad. Aunque la Real Sociedad se movió toda la temporada por la parte alta de la clasificación fue incapaz de engancharse a la lucha por el ascenso en el tramo final de la temporada. Derrotas en partidos ante rivales directos en momentos clave de la temporada, lesiones de jugadores importantes, decisiones arbitrales controvertidas, pero sobre todo la irregularidad del equipo en sus partidos de casa frente al extraordinario rendimiento de sus rivales en la lucha por el ascenso hicieron que la Real llegara al final de la Liga sin opciones. Ocupó el 6.º puesto en la clasificación, con solo un punto menos que la temporada anterior, pero a la abismal distancia de 14 puntos del tercer clasificado.
El club donostiarra, que en algunos momentos de la temporada barajó la posibilidad de prorrogar el contrato de Lillo por una temporada más, anunció unas jornadas antes del final de Liga que el uruguayo Martín Lasarte dirigiría al club la temporada 2009/10.

### U. D. Almería
El 20 de diciembre de 2009, con la derrota 2-0 ante el Espanyol en Cornellá-El Prat, Alfonso García, presidente de la UD Almería, decide destituir al técnico mexicano Hugo Sánchez. Después de barajarse varios nombres para su sustituto (Constantin Gâlcă, Juan Carlos Carcedo, Paco Herrera, Luis Fernández, Diego Simeone o Luis Enrique, entre otros), finalmente el elegido fue Juanma Lillo, haciéndose cargo del equipo hasta final de temporada. Una de sus primeras frases, ya célebre, al llegar a Almería fue "Virgencita, virgencita, que nos quedemos como estamos", ya que el equipo estaba un punto por encima del descenso. Finalmente, no solo salvó la categoría, sino que situó al conjunto almeriense en una cómoda 13.ª posición en la Liga 2009/10.
Tras conseguir la permanencia, su contrato fue prorrogado el 20 de mayo de 2010 por una temporada más. Pero el 20 de noviembre del 2010, el Barcelona ganó en el estadio del Mediterráneo por un contundente 0-8, en el segundo encuentro disputado entre equipos dirigidos por Pep Guardiola y Juan Manuel Lillo; el primer encuentro había culminado en un empate (2-2). Con esta goleada, el conjunto almeriense caía a la 19.ª posición de la clasificación. Minutos después del partido, se confirma la destitución de Juanma Lillo.

### Millonarios Fútbol Club
El 3 de diciembre del 2013, se confirmó la salida de Hernán Torres de Millonarios luego de la caída de su equipo 4-1 contra el Deportivo Pasto en la ante penúltima fecha de los cuadrangulares finales del torneo clausura del fútbol de Colombia dejando al equipo sin posibilidad alguna de llegar a la final del fútbol de este país (este día también salió el presidente Felipe Gaitán Tovar). Posteriormente, el 4 de diciembre, los periódicos El Tiempo y El Espectador confirmaron la llegada de Lillo a la dirección técnica del equipo "Embajador" junto con sus ayudantes de campo, más la incorporación a su cuerpo técnico del ya Delegado o Gerente Deportivo de la institución "Albiazul" Óscar Fernando Cortés tras conocer su paso por el club y la Selección de Colombia, a quien nombró como su asistente técnico.
El 25 de enero de 2014, debuta por el Torneo Apertura (Liga Postobón por motivos publicitarios) con un triunfo de 2-1 ante Envigado F.C. En su primer torneo en Colombia, su equipo Millonarios consiguió 33 puntos en 18 partidos disputados (10 victorias, 3 empates y 5 derrotas). Millonarios culmina en el segundo lugar del torneo y clasifica a la eliminatoria final. En dicho certamen, cae por penales ante Junior en semifinales tras iguarl 0 a 0 en el desarrollo del partido y pierde la chances de jugar en el partido final. En el segundo semestre de 2014 el club entró en una debacle deportiva luego que los fichajes del club no cumplieran las expectativas, esto hizo que Millonarios quedara último en el grupo C de la Copa Colombia, además, Millonarios perdió los últimos cuatro partidos de liga, siendo goleado 5-0 por Nacional en Medellín y luego de perder el Clásico Capitalino, contra Santa Fe, 1 – 0. Asimismo el equipo fue eliminado en la primera ronda de la Copa Suramericana luego de caer 1-2 con César Vallejo en Bogotá, y de empatar a 2 goles en Perú. Esto hizo que la situación de Lillo se complicara, hasta que el 2 de septiembre de 2014 las directivas del club informaron a la opinión pública que se había determinado remover del cargo a Lillo.
Durante su manejo el equipo capitalino se caracterizó por el manejo y buen toque de balón. También, gracias a Lillo varios canteranos subieron al primer equipo y lograron afianzare o buscar nuevos horizontes, tales como: Harold Santiago Mosquera, Stiven Vega, Gabriel Díaz, Jorge Carrascal, Jonathan Agudelo y Omar Vásquez.

### Club Atlético Nacional
El 21 de junio de 2017, el presidente de Atlético Nacional, Andrés Botero Phillipsbourne hizo oficial la llegada del entrenador español tras la renuncia de Reinaldo Rueda en una rueda de prensa en la sede del club. El 5 de diciembre de 2017 renunció a su cargo. También obtuvo algunos partidos los cuales ganó con gran diferencia de resultado (4-0 contra el envigado)

### Vissel Kobe
El 17 de septiembre de 2018 fichó por el Vissel Kobe japonés tras la destitución del anterior técnico Takayuki Yoshida. El 17 de abril de 2019 abandonó el club.

### Qingdao Huanghai
En el mes de agosto ficha por el Qingdao Huanghai, logrando ascender a la Superliga China.

### Manchester City
A partir de la temporada 2020-2021, formó parte del equipo técnico de Pep Guardiola como segundo entrenador del Manchester City.

### Al-Sadd
El 17 de junio de 2022, se confirma su fichaje por el Al-Sadd. El 11 de julio de 2023, rescinde su contrato de mutuo acuerdo con el club qatarí.

### Manchester City
El 4 de agosto de 2023, vuelve al Manchester City como ayudante de Pep Guardiola, hasta en junio de 2025 en el que dejó al club tras finalizar su contrato.

## Presencia en los medios
Juan Manuel Lillo fue colaborador televisivo en la cadena de Gol Televisión. Además participó en la programación de Win Sports Colombia durante el Mundial Brasil 2014.

## Clubes

### Como entrenador
| Club                | País     | Año       |
| ------------------- | -------- | --------- |
| Tolosa CF           | España   | 1986      |
| CD Mirandés         | España   | 1988-1991 |
| Cultural Leonesa    | España   | 1991-1992 |
| UD Salamanca        | España   | 1992-1996 |
| Real Oviedo         | España   | 1996-1997 |
| CD Tenerife         | España   | 1998      |
| Real Zaragoza       | España   | 2000      |
| CF Ciudad de Murcia | España   | 2003-2004 |
| Terrassa FC         | España   | 2004-2005 |
| Dorados de Sinaloa  | México   | 2005-2006 |
| Real Sociedad       | España   | 2008-2009 |
| UD Almería          | España   | 2010      |
| Millonarios         | Colombia | 2014      |
| Atlético Nacional   | Colombia | 2017      |
| Vissel Kobe         | Japón    | 2018-2019 |
| Qingdao Huanghai    | China    | 2019-2020 |
| Al-Sadd             | Catar    | 2022-2023 |

### Como asistente
| Club               | País       | Año         | Entrenador Titular |
| ------------------ | ---------- | ----------- | ------------------ |
| Selección absoluta | Chile      | 2015 - 2016 | Jorge Sampaoli     |
| Sevilla FC         | España     | 2016-2017   | Jorge Sampaoli     |
| Manchester City    | Inglaterra | 2020-2022   | Pep Guardiola      |
| Manchester City    | Inglaterra | 2023-2025   | Pep Guardiola      |

## Estadísticas como entrenador
- Datos actualizados al último partido dirigido el 12 de mayo de 2023.

| Equipo                                      | Torneo | Partidos | Partidos | Partidos | Partidos | Partidos    |
| Equipo                                      | Torneo | PJ       | PG       | PE       | PP       | Rendimiento |
| ------------------------------------------- | ------ | -------- | -------- | -------- | -------- | ----------- |
| CD Mirandés · España                        |        |          |          |          |          |             |
| Tercera División 1988-89                    | 38     | 23       | 9        | 6        | 68.42%   |             |
| Segunda División B de España 1990-91        | 23     | 6        | 8        | 9        | 37.68%   |             |
| Total club                                  | 61     | 29       | 17       | 15       | 56.83%   |             |
| Cultural Leonesa · España                   |        |          |          |          |          |             |
| Segunda División B de España 1991-92        | 38     | 14       | 16       | 8        | 50.88%   |             |
| Total club                                  | 38     | 14       | 16       | 8        | 50.88%   |             |
| Salamanca · España                          |        |          |          |          |          |             |
| Tercera División 1992-93                    | 38     | 21       | 10       | 7        | 64.03%   |             |
| Tercera División 1993-94                    | 38     | 23       | 10       | 5        | 69.3%    |             |
| Segunda División 1994-95                    | 38     | 15       | 15       | 8        | 52.63%   |             |
| Primera División 1995-96                    | 28     | 5        | 9        | 14       | 28.57%   |             |
| Total club                                  | 142    | 64       | 44       | 34       | 55.4%    |             |
| Real Oviedo · España                        |        |          |          |          |          |             |
| Primera División 1996-97                    | 34     | 10       | 8        | 16       | 37.25%   |             |
| Total club                                  | 34     | 10       | 8        | 16       | 37.25%   |             |
| Tenerife · España                           |        |          |          |          |          |             |
| Primera División 1997-98                    | 13     | 5        | 5        | 3        | 51.28%   |             |
| Primera División 1998-99                    | 15     | 2        | 7        | 6        | 28.89%   |             |
| Total club                                  | 28     | 7        | 12       | 9        | 39.29%   |             |
| Real Zaragoza · España                      |        |          |          |          |          |             |
| Primera División 2000-01                    | 4      | 0        | 2        | 2        | 16.67%   |             |
| Copa de la UEFA 2000-01                     | 2      | 1        | 0        | 1        | 50%      |             |
| Total club                                  | 6      | 1        | 2        | 3        | 27.78%   |             |
| Ciudad de Murcia · España                   |        |          |          |          |          |             |
| Segunda División 2003-04                    | 21     | 5        | 10       | 6        | 39.68%   |             |
| Total club                                  | 21     | 5        | 10       | 6        | 39.68%   |             |
| Terrassa · España                           |        |          |          |          |          |             |
| Segunda División 2004-05                    | 33     | 9        | 7        | 17       | 34.34%   |             |
| Total club                                  | 33     | 9        | 7        | 17       | 34.34%   |             |
| Dorados de Sinaloa · México                 |        |          |          |          |          |             |
| Primera División 2005                       | 11     | 4        | 2        | 5        | 42.42%   |             |
| Primera División 2006                       | 17     | 4        | 10       | 3        | 43.14%   |             |
| Total club                                  | 28     | 8        | 12       | 8        | 42.86%   |             |
| Real Sociedad · España                      |        |          |          |          |          |             |
| Segunda División 2007-08                    | 11     | 5        | 5        | 1        | 60.6%    |             |
| Segunda División 2008-09                    | 42     | 17       | 16       | 9        | 53.18%   |             |
| Total club                                  | 53     | 22       | 21       | 10       | 54.72%   |             |
| Almería · España                            |        |          |          |          |          |             |
| Primera División 2009-10                    | 23     | 7        | 8        | 8        | 42.02%   |             |
| Primera División 2010-11                    | 12     | 1        | 6        | 5        | 25%      |             |
| Total club                                  | 35     | 8        | 14       | 13       | 36.19%   |             |
| Millonarios · Colombia                      |        |          |          |          |          |             |
| Primera División 2014                       | 29     | 13       | 9        | 7        | 55.17%   |             |
| Copa Colombia 2014                          | 10     | 2        | 1        | 7        | 23.33%   |             |
| Copa Sudamericana 2014                      | 2      | 0        | 1        | 1        | 16.67%   |             |
| Total club                                  | 41     | 15       | 11       | 15       | 45.53%   |             |
| Atlético Nacional · Colombia                |        |          |          |          |          |             |
| Primera División 2017                       | 22     | 13       | 2        | 7        | 62.12%   |             |
| Copa Colombia 2017                          | 4      | 1        | 2        | 1        | 41.67%   |             |
| Total club                                  | 26     | 14       | 4        | 8        | 58.98%   |             |
| Vissel Kobe Japón                           |        |          |          |          |          |             |
| Primera División 2018                       | 8      | 2        | 3        | 3        | 37.5%    |             |
| Primera División 2019                       | 7      | 3        | 1        | 3        | 47.62%   |             |
| Total club                                  | 15     | 5        | 4        | 6        | 42.22%   |             |
| Qingdao Huanghai China                      |        |          |          |          |          |             |
| Segunda División 2019                       | 10     | 7        | 1        | 2        | 73.33%   |             |
| Total club                                  | 10     | 7        | 1        | 2        | 73.33%   |             |
| Al-Sadd Catar                               |        |          |          |          |          |             |
| Qatar Stars League 2022-23                  | 22     | 14       | 2        | 6        | 66.67%   |             |
| Copa de las Estrellas de Catar 2022-23      | 6      | 3        | 0        | 3        | 50%      |             |
| Copa Príncipe de la Corona de Catar 2022-23 | 2      | 1        | 0        | 1        | 50%      |             |
| Copa del Emir de Catar 2023                 | 4      | 3        | 0        | 1        | 75%      |             |
| Total club                                  | 34     | 21       | 2        | 11       | 63.72%   |             |
| Total                                       | Total  | 605      | 239      | 185      | 181      | 49.69%      |

Fuente: Bdfutbol - Soccerway 

## Palmarés

### Campeonatos nacionales
| Título             | Club             | País   | Año     |
| ------------------ | ---------------- | ------ | ------- |
| Tercera División   | CD Mirandés      | España | 1988-89 |
| Segunda División B | Salamanca        | España | 1993-94 |
| China League One   | Qingdao Huanghai | China  | 2019    |

### Como segundo entrenador

#### Campeonatos nacionales
| Título          | Club                  | País       | Año  |
| --------------- | --------------------- | ---------- | ---- |
| Copa de la Liga | Manchester City F. C. | Inglaterra | 2020 |
| Copa de la Liga | Manchester City F. C. | Inglaterra | 2021 |
| Premier League  | Manchester City F. C. | Inglaterra | 2021 |
| Premier League  | Manchester City F. C. | Inglaterra | 2022 |
| Premier League  | Manchester City F. C. | Inglaterra | 2023 |
| FA Cup          | Manchester City F. C. | Inglaterra | 2023 |

### Títulos internacionales
| Título                 | Club                  | Sede           | Año  |
| ---------------------- | --------------------- | -------------- | ---- |
| Copa Mundial de Clubes | Manchester City F. C. | Arabia Saudita | 2023 |
| Supercopa de la UEFA   | Manchester City F. C. | El Pireo       | 2023 |